# 迪迪埃·拉齊拉卡
迪迪埃·伊尼亞斯·拉齐拉卡海軍中將（法語：Didier Ignace Ratsiraka；1936年11月4日—2021年3月28日），马达加斯加军人统治者和馬達加斯加總統（1975年—1993年；1997年—2002年）。1970年代中期，他在马达加斯加领导了一场社会主义革命，建立马达加斯加民主共和国，苏东剧变后转而实行自由市场经济和民主改革。

## 经历
迪迪埃·拉齐拉卡1936年11月4日出生在马达加斯加东部沿海阿钦安阿纳地区瓦图曼德里的一个富裕家庭里。1962年拉齐拉卡毕业于法国巴黎海军学院，1970年作为马达加斯加驻法国使馆的武官重返法国。他于1972年被任命为以加布里埃尔·拉马南楚阿为首的军人政府中的外交部长。1975年成为马达加斯加最高革命委员会总统，并在国内实行社会主义制度，此一时期被称为第二共和国。他创立了马达加斯加革命党，三次当选7年一任的总统。1989年，马达加斯加革命先锋改名为“马达加斯加复兴协会”。
到1990年，他正式允许反对派政党存在。1991年10月8日40万人在总统府集会抗议他的统治，总统卫队向人群开枪，造成多人伤亡 ，拉齐拉卡被迫重新制定马达加斯加新宪法，总统权利被削弱。在1992年至1993年马达加斯加举行的总统选举中，拉齐拉卡被阿尔贝·扎菲击败后，前往法国流亡。1996年12月29日的新一届总统选举中，拉齐拉卡以50.71的选票战胜对手阿尔贝·扎菲，重新当选总统，并在1997年1月31日宣誓就职。
2001年6月26日的总统选举中，拉齐拉卡在与马克·拉瓦卢马纳纳角逐总统宝座，双方都自认取得大选胜利，但他在随后的政治斗争中处于下风，被迫于次年7月逃往法国。2003年8月，马达加斯加刑事法庭以侵吞公款罪缺席判处拉齐拉卡10年苦役，并对其发出国际逮捕令。2011年政局变化，新政府无条件实行大赦，他于11月25日返回国内。
拉齐拉卡的侄子罗兰·拉齐拉卡也是一名政治家，任图阿马西纳市长和参加了2006年马达加斯加总统选举，并进入第三轮。